# Ievgueni Mitkov
Ievgueni Viktorovitch Mitkov (en russe : Евгений Викторович Митьков) est un ancien joueur soviétique puis russe de volley-ball né le 23 mars 1972 à Chelekhov (oblast d'Irkoutsk, alors en URSS). Il mesure 1,94 m et joue libero après avoir commencé sa carrière comme réceptionneur-attaquant. Il totalise 183 sélections en équipe de Russie.

## Biographie
Il est récipiendaire de l'Ordre de l'Amitié depuis le 19 avril 2001.

## Clubs
| Club                   | De        | À         |
| ---------------------- | --------- | --------- |
| Lokomotiv Novossibirsk | 1989-1990 | 1993-1994 |
| JT Thunders            | 1994-1995 | 1995-1996 |
| Pallavolo Parme        | 1996-1997 | 1996-1997 |
| Pallavolo Modène       | 1997-1998 | 1997-1998 |
| Galatasaray SK         | 1998-1999 | 1998-1999 |
| VfB Friedrichshafen    | 1999-2000 | 1999-2000 |
| Gabeca Pallavolo       | 2000-2001 | 2000-2001 |
| Lokomotiv Belgorod     | 2001-2002 | 2001-2002 |
| Zenit Kazan            | 2002-2003 | 2002-2003 |
| Dinamo Moscou          | 2003-2004 | 2004-2005 |
| Lokomotiv Novossibirsk | 2005-2006 | 2006-2007 |
| Oural Oufa             | 2007-2008 | 2009-2010 |
| Lokomotiv Novossibirsk | 2010-2011 | 2011-2012 |

## Palmarès
- Jeux olympiques
  - Finaliste : 2000
- Championnat du monde
  - Finaliste : 2002
- Ligue mondiale (1)
  - Vainqueur : 2002
  - Finaliste : 1993, 2000
- Coupe du monde (1)
  - Vainqueur : 1999
- Championnat d'Europe
  - Finaliste : 1999
- Championnat d'Europe des moins de 21 ans (1)
  - Vainqueur : 1990
- Coupe des champions (1)
  - Vainqueur : 1998
  - Finaliste : 2000
- Championnat de Russie (1)
  - Vainqueur : 2002
  - Finaliste : 2004, 2005
- Championnat d'Allemagne (1)
  - Vainqueur : 2000
- Coupe de Russie
  - Finaliste : 2003, 2004
- Coupe d'Italie
  - Finaliste : 1998
- Supercoupe d'Italie (1)
  - Vainqueur : 1997